# Incidente aereo di Albon del 27 luglio 1938
Il 27 luglio 1938 un bombardiere Bloch MB 200 del Centre d'Essais en vol di Istres precipitò ad Albon durante un volo di trasferimento verso l'aeroporto di Lione-Bron, nel corso di una esercitazione notturna, con la morte di tutti e cinque i membri dell'equipaggio.

## L'incidente

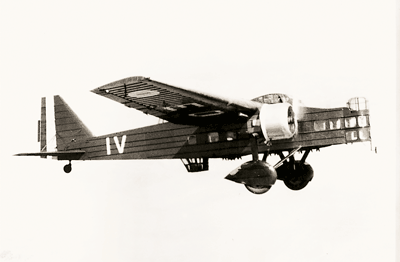
Un Bloch MB 200 in volo

Il 27 luglio 1938 il bombardiere bimotore Bloch MB 200 n.48 del Centre d'Essais en vol di Istres precipitò sulla collina di La Tour ad Albon, in un luogo chiamato "Fond Flachier", pochi chilometri ad est del campo d'aviazione di Saint-Rambert-d'Albon, circa 30 km a sud di Vienne.
L'aereo aveva partecipato ad una esercitazione notturna in concomitanza con i velivoli della base aerea 105 di Bron. Decollato da Istres alle 21:45, l'aereo si schiantò al suolo alle 22:35 senza alcun motivo apparente. I testimoni videro le luci di bordo del velivolo, sentirono il regolare ronzio dei motori, ma a bassissima quota, come se stesse cercando di atterrare nel vicino aeroporto. La notte era limpida e senza vento e i testimoni udirono lo schianto e videro levarsi le luci dell'incendio.
L'equipaggio era composto dal sottotenente P. Richaud, comandante di bordo, dal maresciallo P. Courant, pilota, dal sergente maggiore A. Perlat, copilota, dal maresciallo P. Cazenave, operatore radio, e dal sergente maggiore J. Brunet, meccanico motorista.
Une stele commemorativa in memoria dell'equipaggio del Bloch MB 200 fu eretta in prossimità della località di Albon, il 27 luglio 1938. Essa è stata restaurata nel 2000 a cura della municipalità di Albon, su intervento dell'Association Rhodanienne pour le Souvenir Aérien (ARSA).

### Fonti
1. ↑  Drames Aériens.
2. 1 2 3 4 5 6  Cercle Aeronautique Louis Mouillard.
3. 1 2 3  Aerosteles.